# Qiaotou (socken i Kina, Jiangxi)
Qiaotou (kinesiska: 桥头, 桥头乡) är en socken i Kina. Den ligger i provinsen Jiangxi, i den sydöstra delen av landet, omkring 270 kilometer söder om provinshuvudstaden Nanchang. Antalet invånare är 12266. Befolkningen består av 6 252 kvinnor och 6 014 män. Barn under 15 år utgör 34 %, vuxna 15-64 år 56 %, och äldre över 65 år 8,0 %.
Genomsnittlig årsnederbörd är 2 051 millimeter. Den regnigaste månaden är maj, med i genomsnitt 345 mm nederbörd, och den torraste är oktober, med 23 mm nederbörd.